# Скоробогатые
Скоробога́тые (пол. Skorobohatowie) — несколько русско-литовских боярских и шляхетских, южнорусских казачьих и севернорусских крестьянских родов.
Фамилия является закрепившимся прозвищем, означающим быстро разбогатевшего человека, а от этого прозвища, в свою очередь, произошли и другие похожие русские и украинские, намного более распространённые фамилии Скоробогатов, Скоробогатых, Скоробогатько и т. п. По своему значению эта фамилия близка фамилии Борзобогатые (словарь В. Даля: борзый — скорый, проворный), которую носил другой литовский боярский род герба Елита.

## Западнорусские роды
Роды Скоробогатых были внесены в родословные книги Могилевской (II и III части), Херсонской (III часть), Нижегородской (III часть), Виленской (VI часть), Минской (VI и III части), Витебской (VI часть) губерний Российской империи. Этими родами использовались различные шляхетские гербы: Радван (первоначальный герб Войшко), Фручице (лидские и трокские Войшко), Круцина (могилёвские, минские и витебские Войшко), Елита (могилёвский род подляшского происхождения).
Первые документальные свидетельства о западнорусских Скоробогатых датируются 1590 годом, когда проводилась перепись шляхты в Великом княжестве Литовском. Скоробогатые проживали в то время в Оршанском и Трокском поветах, но представители трокского рода временами использовали ещё и фамилию Войшко (то есть именовались Войшко-Скоробогатыми — возможно, от русского имени Войтех, Войтешко). Впервые Войшко-Скоробогатые встречаются в Трокском повете, где они в 1590 г. являлись земянами в деревне Вошковичи в имении Нарушевичей Ганушишки. При этом и Нарушевичи, и некий боярин Войтешко встречаются в переписи войска ещё в 1528 году в Рудоминском старостве Виленского воеводства. В середине XVII века в восточные земли княжества (за Днепр) из западной Литвы и Подляшья переезжают два рода Скоробогатых, один из которых продолжал иногда именоваться Войшко-Скоробогатыми до XIX века.